# 카사토치섬

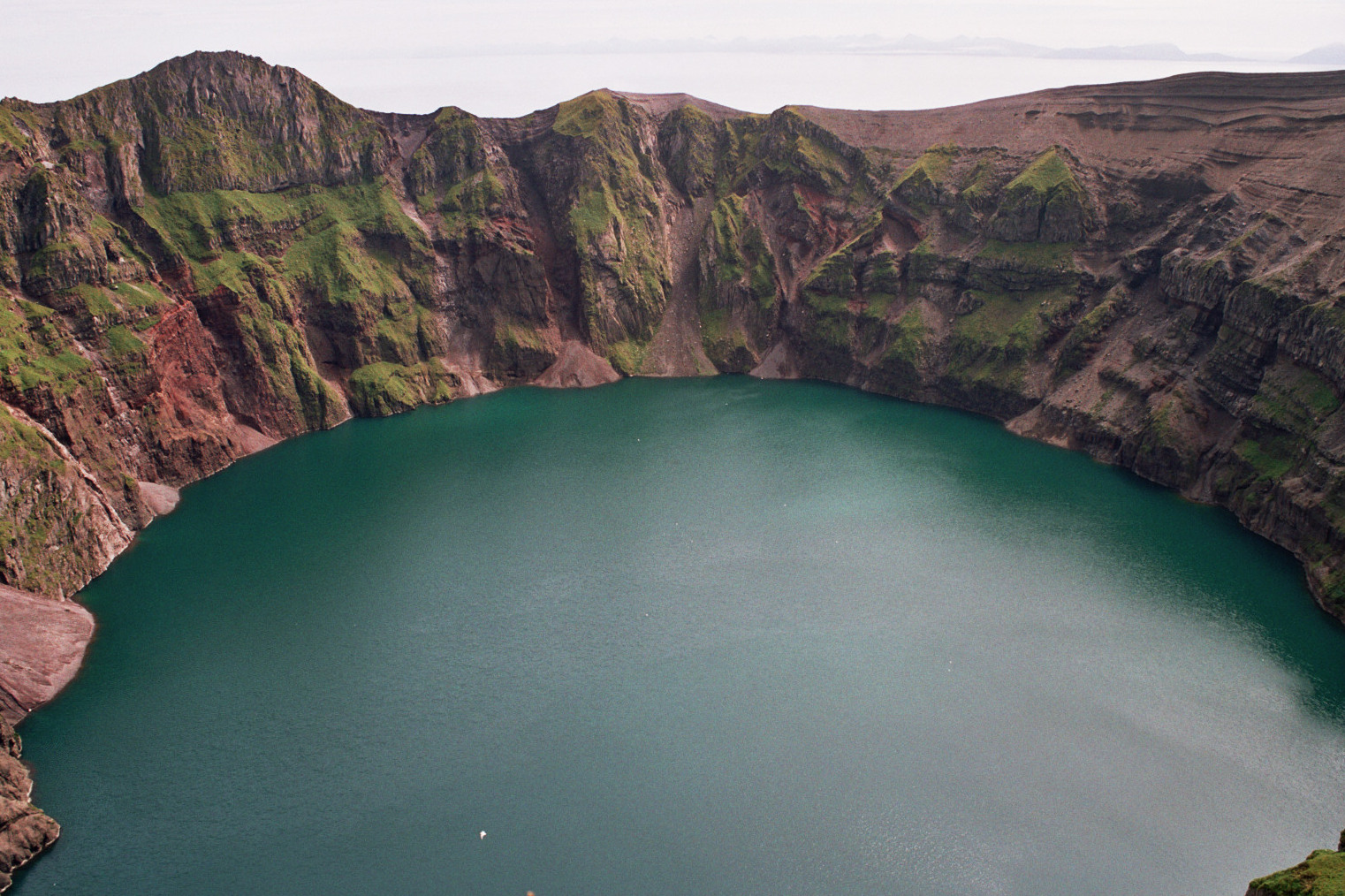
2008년 대폭발 전의 카사토치섬 화구호

카사토치섬(Kasatochi Island)은 미국 알래스카주 알류산 열도에 위치한 화산섬이다. 현재까지 활동하고 있는 활화산으로, 2008년 마지막으로 분화를 하였다. 또한 이때 규모는 화산 폭발 지수 4에 도달하는 대규모 분화였으며, 이로 인해 화산재가 성층권까지 올라가 바람을 타고 퍼지며 벨기에, 네덜란드, 덴마크 상공에 다다르면서 노을이 일어났다. 또한 브리티시컬럼비아주에서는 대규모 연어떼가 찾아와 100년만의 연어풍년이 일어났다고 한다. 원인은 밝혀지지 않았으나, 화산재가 바다로 퍼지면서, 연어의 먹이인 식물성 플랑크톤의 대량 번식을 유발했으며, 이로 인해 연어의 수가 급증한 것으로 보고있다. 화산은 현재 섬 전체에 있던 풀들이 모두 사라졌으며, 분출 직후에는 거대한 칼데라에서 거대한 연기기둥이 솟았다. 또 멀리 떨어져 있는 오크목산이 폭발하던 도중 분화하며 2008년 7월~8월 사이에 지수 4의 대규모 분화가 2차례 연속으로 일어나는 기록을 세웠다.